# Ambohima pauliani
Ambohima pauliani is een spinnensoort uit de familie Phyxelididae. De soort komt voor in Madagaskar.